# العلاقات الإثيوبية السيراليونية
العلاقات الإثيوبية السيراليونية هي العلاقات الثنائية التي تجمع بين إثيوبيا وسيراليون.

## مقارنة بين البلدين
هذه مقارنة عامة ومرجعية للدولتين:
| وجه المقارنة                                              | إثيوبيا                        | سيراليون       |
| --------------------------------------------------------- | ------------------------------ | -------------- |
| المساحة (كم2)                                             | 1.10 مليون                     | 71.74 ألف      |
| عدد السكان (نسمة)                                         | 104.96 مليون                   | 7.56 مليون     |
| الكثافة السكانية (ن./كم²)                                 | 95.42                          | 105.38         |
| العاصمة                                                   | أديس أبابا                     | فريتاون        |
| اللغة الرسمية                                             | اللغة الأمهرية                 | لغة إنجليزية   |
| العملة                                                    | بير إثيوبي                     | ليون سيراليوني |
| الناتج المحلي الإجمالي (بليون دولار)                      | 80.56 مليار                    | 3.77 مليار     |
| الناتج المحلي الإجمالي (تعادل القوة الشرائية) بليون دولار | 161.90 مليار                   | 10.13 مليار    |
| الناتج المحلي الإجمالي الاسمي للفرد دولار أمريكي          | 619                            | 653            |
| الناتج المحلي الإجمالي للفرد دولار أمريكي                 | 1.50 ألف                       | 1.97 ألف       |
| مؤشر التنمية البشرية                                      | 0.442                          | 0.413          |
| رمز المكالمات الدولي                                      | +251                           | +232           |
| رمز الإنترنت                                              | .et                            | .sl            |
| المنطقة الزمنية                                           | ت ع م+03:00، توقيت شرق أفريقيا | 00             |

## منظمات دولية مشتركة
يشترك البلدان في عضوية مجموعة من المنظمات الدولية، منها:
| علم المنظمة | اسم المنظمة                                                | تاريخ انضمام إثيوبيا | تاريخ انضمام سيراليون |
| ----------- | ---------------------------------------------------------- | -------------------- | --------------------- |
|             | الاتحاد البريدي العالمي                                    | ?                    | ?                     |
|             | مؤسسة التنمية الدولية                                      | 11 أبريل 1961        | 13 نوفمبر 1962        |
|             | منظمة حظر الأسلحة الكيميائية                               | ?                    | ?                     |
|             | الأمم المتحدة                                              | 13 نوفمبر 1945       | 27 سبتمبر 1961        |
|             | الاتحاد الأفريقي                                           | ?                    | ?                     |
|             | وكالة ضمان الاستثمار متعدد الأطراف                         | 13 أغسطس 1991        | 20 يونيو 1996         |
|             | منظمة الشرطة الجنائية الدولية                              | ?                    | ?                     |
|             | مؤسسة التمويل الدولية                                      | 20 يوليو 1956        | 10 سبتمبر 1962        |
|             | مجموعة دول أفريقيا والكاريبي والمحيط الهادئ                | ?                    | ?                     |
|             | البنك الدولي للإنشاء والتعمير                              | 27 ديسمبر 1945       | 10 سبتمبر 1962        |
|             | الاتحاد الدولي للاتصالات                                   | 20 فبراير 1932       | 30 ديسمبر 1961        |
|             | البنك الإفريقي للتنمية                                     | ?                    | ?                     |
|             | العملية المشتركة للاتحاد الأفريقي والأمم المتحدة في دارفور | ?                    | ?                     |
|             | يونسكو                                                     | 1 يوليو 1955         | 28 مارس 1962          |

## وصلات خارجية
- موقع وزارة الخارجية الإثيوبية